# Mistrovství České republiky v půlmaratonu
Historie mistrovství České republiky v půlmaratonu (do roku 2005 včetně):
Zavedeno v roce 1994. Zatím se konalo 12 ročníků v následujících městech ČR: 7× Domažlice, 1× Blansko, Havlovice, Liberec, Trutnov, Vyškov. Pořádá se v kategorii mužů a žen. V letech 1995–1998 se navíc konalo mistrovství juniorů, uskutečnily se tedy pouze čtyři ročníky.

## Muži

### Medailisté
- 2005 – 1. Jan Bláha 1:08:10, 2. Pavel Novák 1:08:56, 3. Jan Kreisinger 1:09:36
- 2004 – 1. Róbert Štefko 1:05:49, 2. Jan Bláha 1:08:24, 3. Mulugeta Serbessa 1:08:42
- 2003 – 1. Pavel Faschingbauer 1:07:18, 2. Jan Kreisinger 1:09:46, 3. Jan Bláha 1:10:04
- 2002 – 1. Pavel Faschingbauer 11:03:34, 2. Michal Šmíd 1:06:15, 3. Pavel Dudr 1:06:17
- 2001 – 1. Jan Bláha 1:08:41, 2. Richard Pleticha 1:09:08, 3. Miroslav Vítek 1:09:48
- 2000 – 1. Miroslav Vítek 1:07:04, 2. Petr Veselý 1:07:19, 3. Jan Bláha 1:07:59
- 1999 – 1. Pavel Faschingbauer 1:04:07, 2. Zdeněk Mezulianik 1:06:15, 3. Peter Klimeš 1:06:16
- 1998 – 1. Jiří Hajzler 1:07:04, 2. Miroslav Sajler 1:07:13, 3. Pavel Dudr 1:07:25

### Počet titulů
- Jan Bláha, Pavel Faschingbauer 3×
- Jiří Hajzler, Zdeněk Mezulianik, Jan Pešava, Róbert Štefko, Luboš Šubrt, Miroslav Vítek 1×

### Počet medailí
- Jan Bláha 7×
- Pavel Faschingbauer, Miroslav Vítek 3×
- Pavel Dudr, Jan Kreisinger, Miroslav Sajler, Luboš Šubrt, Martin Wipler 2×
- Jiří Hajzler, Martin Horáček, Peter Klimeš, Zdeněk Mezulianik, Pavel Novák, Jan Pešava, Richard Pleticha, Mulugeta Serbessa, Michal Šmíd, Róbert Štefko, Vladimír Vašek, Petr Veselý, Zdeněk Zoubek 1×

### Deset nejlepších výkonů
- 1:03:34 Pavel Faschingbauer		2002
- 1:03:46 Zdeněk Mezulianik		1996
- 1:04:07 Jan Pešava			1997
- 1:04:45 Jan Bláha			1994
- 1:04:49 Martin Wipler			1994
- 1:05:20 Luboš Šubrt			1996
- 1:05:20 Martin Horáček		1996
- 1:05:34 Vladimír Vašek		1997
- 1:05:45 Peter Klimeš			1995
- 1:05:49 Róbert Štefko			2004

## Ženy
Poznámka: V roce 1994 nebyla mistryně České republiky vyhlášena.

### Medailistky
- 2005 – 1. Jana Klimešová 1:19:14, 2. Iva Milesová 1:20:00, 3. Ivana Sekyrová 1:21:10
- 2004 – 1. Radka Churáňová 1:21:40, 2. Ivana Martincová 1:2208, 3. Ivana Sekyrová 1:22:21
- 2003 – 1. Irena Šádková 1:19:40, 2. Radka Churaňová 1:22:09, 3. Ivana Martincová 1:22:57
- 2002 – 1. Jana Klimešová 1:16:04, 2. Milena Procházková 1:16:30, 3. Irena Šádková 1:18:31
- 2001 – 1. Petra Drajzajtlová 1:16:07, 2. Alena Peterková 1:19:17, 3. Jana Klimešová 1:21:04
- 2000 – 1. Alena Peterková 1:13:30, 2. Renata Kvitová 1:18:40, 3. Ivana Martincová 1:23:30
- 1999 – 1. Jana Klimešová 1:15:36, 2. Irena Šádková 1:20:46, 3. Hana Haroková 1:23:10
- 1998 – 1. Dita Hebelková 1:19:30, 2. Irena Šádková 1:19:55, 3. Renata Kvitová 1:20:24

### Počet titulů
- Jana Klimešová 3×
- Alena Peterková 2×
- Monika Deverová, Petra Drajzajtlová, Dita Hebelková, Radka Churáňová, Iva Jurková, Irena Šádková 1×

### Počet medailí
- Jana Klimešová 6×
- Irena Šádková 4×
- Monika Deverová, Ivana Martincová, Alena Peterková 3×
- Petra Drajzajtlová, Radka Churáňová, Renata Kvitová, Ivana Sekyrová 2×
- Hana Haroková, Dita Hebelková, Iva Jurková, Ivana Klosová, Iva Milesová, Milena Procházková 1×

### Deset nejlepších výkonů
- 1:13:16 Alena Peterková		1995
- 1:15:10 Iva Jurková			1997
- 1:15:36 Jana Klimešová		1999
- 1:16:04 Monika Deverová		1995
- 1:16:07 Petra Drajzajtlová		2001
- 1:16:30 Milena Procházková		2002
- 1:17:43 Radka Pátková			1994
- 1:18:31 Irena Šádková			2002
- 1:18:40 Renata Kvitová		2000
- 1:19:30 Dita Hebelková		1998

## Junioři

### Medailisté
- 1998 – 1. Jan Šindelka 1:15:48, 2. Daniel Šír 1:17:12, 3. Jakub Oma 1:18:14

### Počet titulů
- Jan Šindelka 2×
- Alan Janík, Michal Janík 1×

### Počet medailí
- Alan Janík, Jan Šindelka 2×
- Marek Formánek, Jan Hanák, Tomáš Hladík, Michal Janík, Pavel Jiras, Jakub Oma, Daniel Šír, Přemysl Vojtěch 1×

### Deset nejlepších výkonů
- 1:11:21 Alan Janík		1996
- 1:11:59 Michal Janík		1995
- 1:12:02 Pavel Jiras		1996
- 1:15:48 Jan Šindelka		1998
- 1:16:46 Přemysl Vojtěch	1996
- 1:17:12 Daniel Šír		1998
- 1:18:14 Jakub Oma		1998
- 1:19:36 Tomáš Hladík		1997
- 1:21:26 Jan Hanák		1997
- 1:21:34 Marek Formánek	1995